# Charles Klein (Bühnenautor)

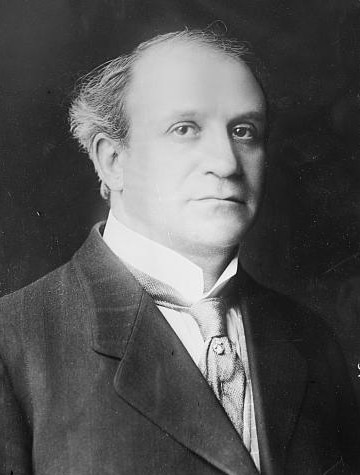
Charles Klein, um 1915

Charles Klein (* 7. Januar 1867 in London; † 7. Mai 1915 im Atlantik vor der Küste Irlands) war ein englischer Schauspieler und Bühnenautor, der jung in die USA auswanderte und dort als solcher sehr erfolgreich wurde.

## Leben
Charles Klein kam in London als einer der vier Söhne von Hermann Klein, einem Professor für Sprachen, und dessen Frau Adelaide (geb. Soman) zur Welt. Alle vier Brüder machten in künstlerischen Bereichen Karriere: Hermann Jr. wurde Gesangslehrer und Musikkritiker, Alfred wurde Schauspieler und Manuel wurde Komponist und Theaterregisseur am New Yorker Hippodrome Theatre. Mit ihm zusammen schrieb Charles 1903 die Operette Mr. Pickwick.
Mit 16 Jahren wanderte Klein in die Vereinigten Staaten aus, um Karriere zu machen. Er behielt seine britische Staatsangehörigkeit. Zunächst wollte er Schauspieler werden und begann mit Auftritten in kleinen Amateurtheaterstücken. Später wurde er professioneller und bekam Rollen in seriösen, größeren Produktionen. Wegen seiner kleinen, schlanken Statur (er hatte auch eine leichte Behinderung durch einen angeborenen Klumpfuß) spielte er oft jugendliche Rollen wie zum Beispiel die Hauptrolle in Der kleine Lord. Am 10. Juli 1888 heiratete er in Manhattan Lillian Gottlieb, mit der er zwei Söhne hatte, Philip (1888–1935) und John Victor (1908–1992).
1890 bekam er die Gelegenheit, den Text eines Stückes zu überarbeiten, in dem er mitspielte. Von da an baute er sein Talent für dramatische, energiegeladene Bühnenwerke aus und konzentrierte sich überwiegend auf das Schreiben. Viele seiner Stücke erarbeitete er in Zusammenarbeit mit anderen Bühnenschreibern und verwendete mit Vorliebe Romanvorlagen. Kleins frühe Werke waren vor allen Dingen leichte Komödien, Operetten oder Schwänke, doch mit der Jahrhundertwende änderte sich sein Geschmack und er widmete sich ernsthaften Dramen.
Zu seinen erfolgreichsten Arbeiten zählten unter anderen zwei Libretti für Operetten von John Philip Sousa: El Capitan (1895) mit Texten von Thomas Frost und The Charlatan (1898). Des Weiteren die Operette Red Feather (1903), die in Kollaboration mit dem Komponisten Reginald de Koven und dem Lyriker Charles Emerson Cook entstand und von Florenz Ziegfeld, Jr. produziert wurde; The Auctioneer (1901), mit Lee Arthur und produziert von David Belasco; The Music Master (1904); The Lion And The Mouse (1905); The Third Degree (1909); The Gambler (1910) und Potash And Perlmutter (1913) in Zusammenarbeit mit Montague Glass.
Zwischen 1912 und 1929 wurden diverse seiner Stücke verfilmt, The Gambler z. B. mindestens viermal. 1923 erschien Potash and Perlmutter. anche seiner Werke schrieb Klein zu Romanen um, um sie einem größeren Publikum zugänglich zu machen und ihre Beliebtheit zu steigern. Zusätzlich zu seinem Engagement als Bühnenautor arbeitete Klein auch als Kritiker und Zensor für den New Yorker Theaterproduzenten Charles Frohman. Zusammen reisten sie geschäftlich auf dem Ozeandampfer Lusitania von New York nach Großbritannien, als dieser am 7. Mai 1915 vor der Küste Irlands von einem deutschen U-Boot versenkt wurde. Beide Männer waren unter den 1198 Todesopfern. Kleins Leichnam war in so schlechtem Zustand, dass er nur noch anhand seines Klumpfußes identifiziert werden konnte.